# Curie (eenheid)

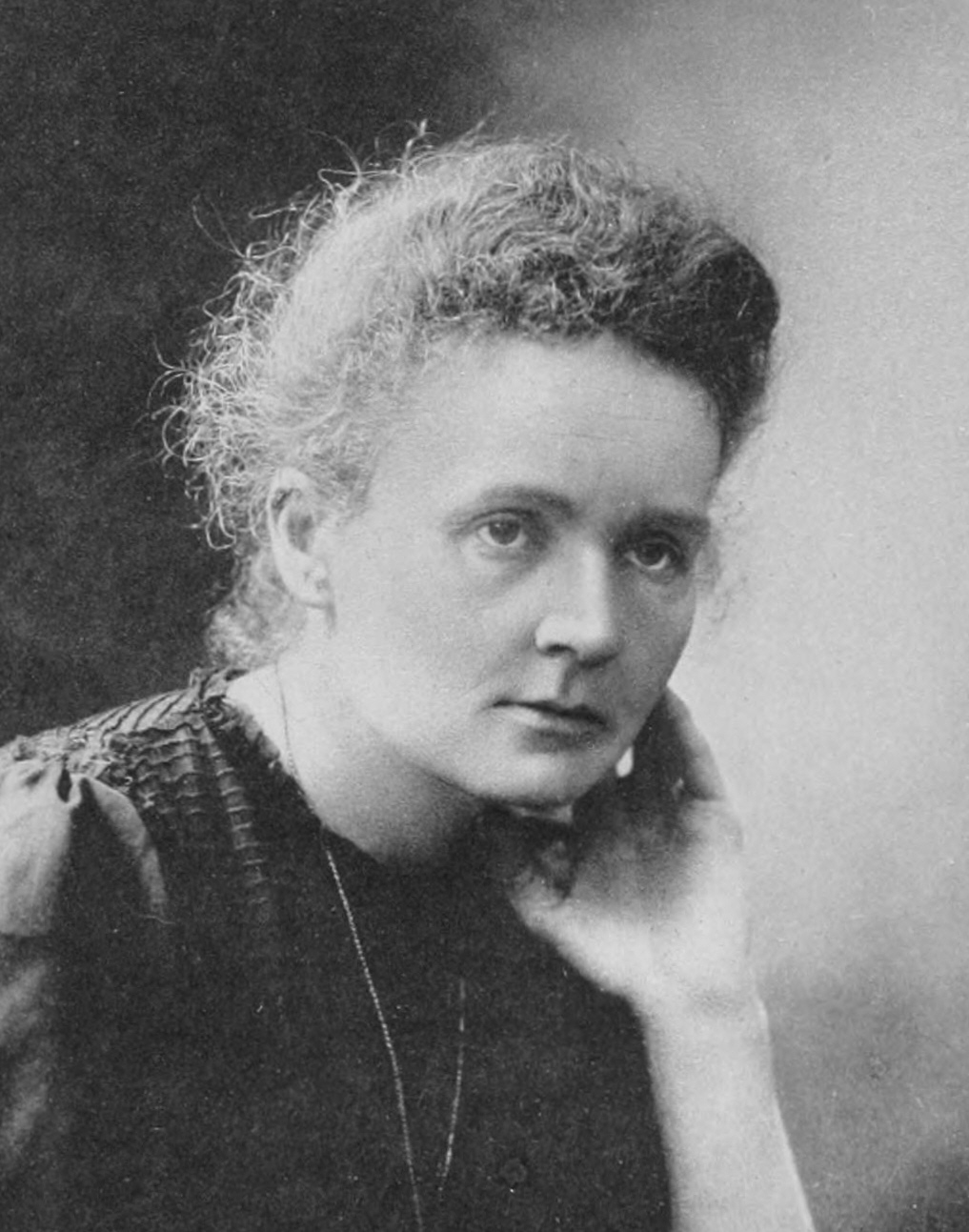
Marie Curie

De curie (afkorting Ci) is een verouderde eenheid van radioactiviteit, gelijk aan 3,7 × 1010 radioactieve vervallen per seconde. Eén curie komt ongeveer overeen met de activiteit van 1 gram radium-226 (226Ra, radium met 138 neutronen en 88 protonen). 
De curie is genoemd naar de twee pioniers op het gebied van radioactiviteit, Marie Curie en Pierre Curie. 
De curie is vervangen door een SI-eenheid, de becquerel, waarbij 1 curie overeenkomt met 3,7 × 1010 Bq. 
Vooral in de medische wereld wordt de curie nog veel gebruikt, met name in de radiotherapie.